# Clemente Monari
Clemente Monari (Bologna, 1660 circa – Forlì, dopo il 1728) è stato un compositore e violinista italiano.
Egli era probabilmente il fratello minore di Bartolomeo Monari. Iniziò la propria carriera musicale come musico di violone al servizio del marchese Guido Rangoni di Modena e scrisse i suoi primi lavori nel 1686, una raccolta di Balletti e correnti da camera, per 2 violini e basso continuo, op.1). Nel 1692 entrò al servizio del duca Antonio Ulrico di Brunswick-Lüneburg, dove rimase sino al 1703. Dal 1703 al 1706 fu attivo come maestro di cappella della cattedrale di Reggio Emilia e successivamente, dal 1713 al 1729, tenne la medesima posizione presso il duomo di Forlì.
Tutti i suoi lavori operistici sono andati perduti, tranne il dramma per musica Il Pirro, il quale fu dato a Venezia o a Bologna nel 1719. Tra i suoi oratori si ricorda in particolare Il fasto depresso, rappresentato per la prima volta a Modena nel 1692. Le sue rimanenti composizioni sacre sono caratterizzate dall'uso del dialogo tra le voci e gli strumenti solisti (tromba e archi), tipica caratteristica della tradizione musicale bolognese.

## Composizioni

### Opere
- Gli amori innocenti (pastorale, 1692, Brunswick)
- La Libussa (dramma per musica, 1692, Brunswick)
- Il Muzio Scevola (dramma per musica, libretto di Nicolò Minato, 1692, Brunswick)
- L'Aretusa (opera pastorale, libretto di Pietro d'Averara, 1703, Milano)
- L'amazzone corsara (dramma per musica, libretto di Giulio Cesare Corradi, 1704, Milano)
- Il Teuzzone (2° e 3° atto) (dramma per musica, libretto di Apostolo Zeno, 1706, Milano; in collaborazione con Paolo Magni (1° atto))
- L'Atalanta (dramma pastorale, libretto di Apostolo Zeno, 1710, Modena)
- I rivali generosi (1° atto) (dramma per musica, libretto di Apostolo Zeno, 1710, Reggio Emilia; in collaborazione con Francesco Antonio Mamiliano Pistocchi (2° atto) e Giovanni Maria Capelli (3° atto))
- Il Pirro (1° atto) (dramma per musica, libretto di Apostolo Zeno, 1719, Venezia o Bologna; in collaborazione con Andrea Stefano Fiorè (2° atto) e Antonio Caldara (3° atto)

### Oratori
- La lite de' fiori (1691, Cremona)
- Il fasto depresso (1692, Modena)
- La Purità trionfante (1711, Modena)
- Santa Cecilia (1713, Forlì)
- La Clotilde (1721, Forlì)
- Il ripudio di Vasti (1724, Bologna)
- La fuga gloriosa di San Pellegrino Laziosi (1728, Forlì)
- Le gare della fortezza e dell'umiltà (1728, Forlì)
- Il Beato Stanislao Kostka (1729, Bologna)